# Ignác František Mara
Ignác František Mara (1709-1783) fue un chelista y compositor del barroco tardío. 

## Vida
Mencionado también como Ignaz o Ignatius Mara, nació en Havlíčkův Brod, Bohemia, donde comenzó su educación musical.
En 1742 fue contratado como músico de cámara en la corte real de Berlín, con un salario anual de 600 táleros. En su juventud tuvo fama como delicado solista, cuyo sonido e interpretación eran extremadamente conmovedores. Para 1779, cuando ya no actuaba como solista, se hizo notar como excelente músico de orquesta. Murió en Berlín en 1783
Su hijo Johann Baptist también fue chelista y compositor en Berlín. Tuvo un difícil matrimonio con la soprano Gertrud Elisabeth Mara. El hijo menor de Ignác, Kajetan, fue organista, director de coros y compositor de música sacra en la Catedral de San Vito en Praga.  

## Obra
Ernst Gerber decía de Mara que fue el mejor compositor para chelo, con varias piezas solistas, duetos y conciertos.
La única obra que puede atribuirse con certeza a Ignác Mara es un concierto en Mi bemol para viola, cuerdas y continuo. La obra se conserva en dos fuentes manuscritas en el archivo de la academia Sing de Berlín, y en ambas figura el nombre Ignazio Mara como autor. Cualquier intento de atribuir otras obras a Ignác o su hijo Johann Baptist se dificultan por el hecho de que todos los manuscritos están firmados únicamente con el apellido común a ambos, y que también ambos componían en géneros y modos similares:
- Sonata para oboe en Si bemol mayor «Dell Sigr Mara», Sing-Akademie, Berlín (atribuido a Ignác Mara en RISM)[4]
- Sonata para chelo en Mi mayor «di Mara» en la biblioteca de música y teatro Wallenbergs Samling, Estocolmo.
- Cuatro sonatas para chelo «Del Sigr Mara» en la biblioteca de música y teatro Wallenbergs Samling, Estocolmo.
- Concierto para chelo en Fa mayor, listado en el catálogon Breitkopf.[5]
- Concierto para chelo en Do mayor, biblioteca de música y teatro, Estocolmo.
- Sonata para viola en Do mayor, «di Mara» en la Biblioteca estatal de Berlín. (atribuida a Johann Baptist Mara en RISM)
- Dueto en Sol mayor para dos violas, en la Biblioteca estatal de Berlín. (atribuida a Johann Baptist Mara en RISM)